# 이완자불화
이완자불화(李完者不花, 생몰년 미상)은 추존왕 조선 도조와 후처 한양 조씨의 사이에 태어난 장자이다.

## 생애
그의 아들 순녕군 이지는 조선 태조의 종제이기도 하다.
그는 8세 나이에 조실부모하여 외숙부의 사저에서 자라다가 조선 태조가 잠저로 불러서 양육하였다.
그 후 1377년, 태조를 따라 지리산에 침입한 왜구를 소탕하는데 공을 세웠다.
태조가 위화도 회군을 일으키자 중랑장으로 참여하였고 조선 개국 후, 상호군에 오르고 순녕군에 봉해졌다. 벼슬은 영의정부사 직무대행 서리 직책에 이르렀다.

## 가계
- 아버지 : 조선 도조 이춘(李椿)
- 어머니 : 한양 조씨 - 쌍성총관 조양기(趙良琪)의 딸
  - 부인 : 안변 박씨(安邊 朴氏) - 박득현(朴得賢)의 딸[1]
    - 아들 : 순녕군(順寧君) 이지(李枝)[2]

  - 형제 : 이나해(李那海)
  - 남매 : 문혜공주(文惠公主) - 대장군(大將軍) 문인영(文仁永)에게 하가
  - 남매 : 문숙공주(文淑公主) - 다루가치(達魯花赤) 김마분(金馬紛)에게 하가
  - 남매 : 문의공주(文懿公主) - 허중(許重)에게 하가